# 長岡市立大島中学校
長岡市立大島中学校（ながおかしりつ おおじまちゅうがっこう、英称：Nagaoka Ojima Junior High School）は、新潟県長岡市に所在する市立中学校。

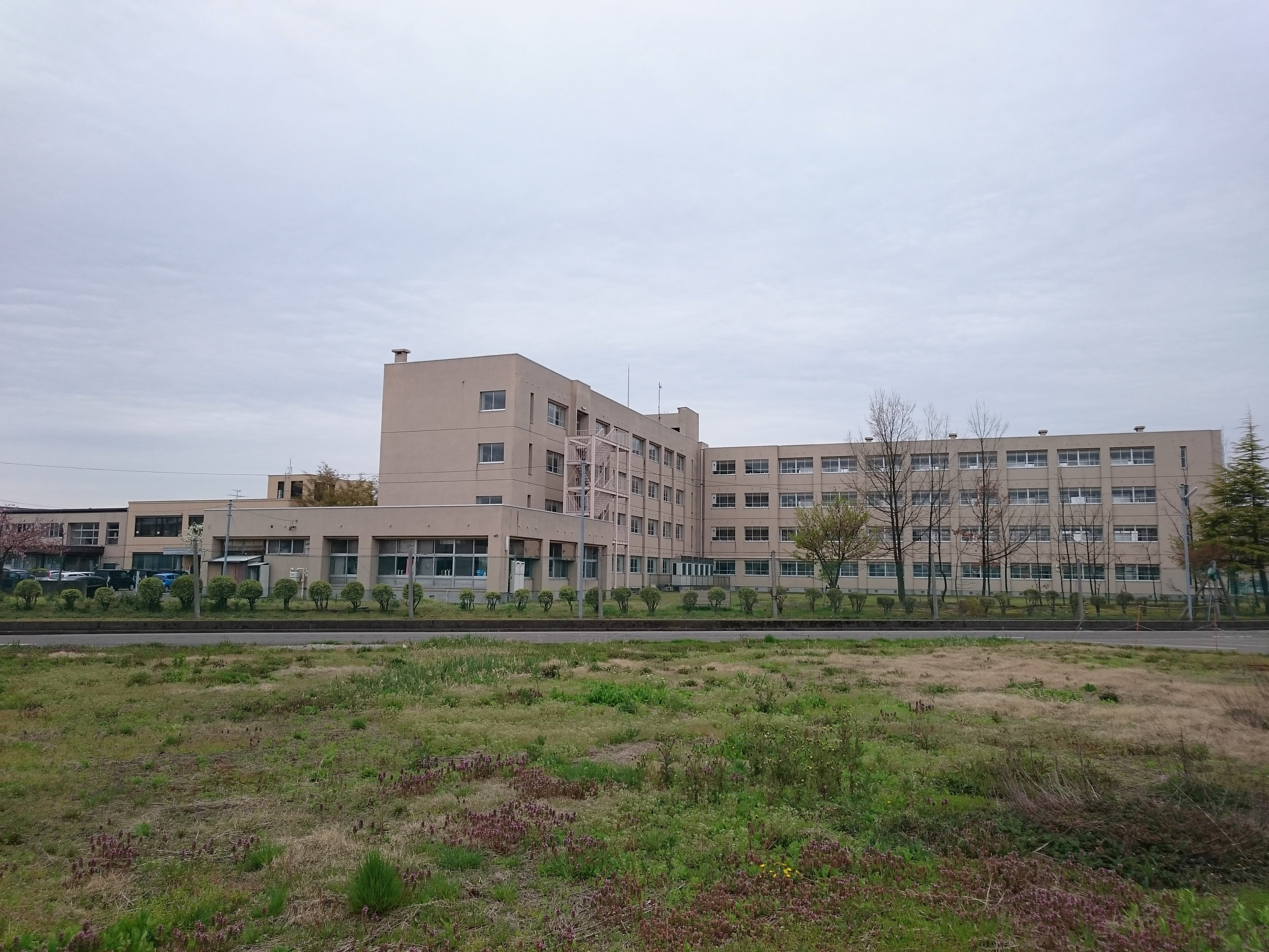
校舎全景

## 概要
1985年に開校。全校生徒数301名（1年104名・2年97名・3年100名、2008年度）。

## いじめ根絶への取組
近年、「いじめ」が増加する中、大島中学校は「いじめ対策委員会」など、生徒が運営する機関を設置するなどして、いじめ根絶への取り組んでいる。
この対策委員会が行う「いじめ根絶」へのおもな対策は下記の通り。
- 全校でのいじめ根絶意識を高めるため委員会ごとに企画を考え、実行する。
- 全校でいじめ撲滅集会などを開き、生徒にいじめに対する関心を強める。
- 学期ごとに「いじめアンケート」を実施する。
- いじめ根絶大宣言書などを全校で読み上げる。

他にも、今年から取り入れた、いじめ撲滅ポスターなどがあり、クラス全体でいじめをなくすと誓うものである。

## 沿革
- 1984年
  - 3月28日 - 校名決定。
  - 7月5日 - 用地取得・校舎建設着工。
- 1985年
  - 3月25日 - 普通教室棟・管理特別教室棟竣工。
  - 4月1日 - 西中学校より大島小学校区を分離して開校。
  - 4月5日 - 第1回入学式挙行。
  - 4月22日 - 給食開始。
  - 6月24日 - 生徒会発足・役員認証。
  - 7月2日 - 体育館建設着工。
  - 10月21日 - 玄関に校章設置。
  - 11月13日 - 竣工記念植樹祭・欅3本植樹。
  - 11月25日 - 校歌制定。
  - 12月10日 - 校旗樹立。
  - 12月14日 - 竣工記念式典・祝賀会挙行。
- 1986年
  - 3月14日 - 第1回卒業式挙行。
  - 5月17日 - 体育館開き。
  - 7月19日 - プール竣工記念式典挙行。
  - 11月15日 - 校庭に41本植樹。
- 1991年11月 - 前庭・裏庭造園完了。
- 1992年9月 - コンピュータ室開設。
- 1994年10月30日 - 創立10周年記念式典挙行。
- 1995年8月14日 - 野球部が中部日本大会出場。
- 2004年10月10日 - 創立20周年記念式典拳行。

## 通学区域
#外部リンクを参照。

### 進学前小学校
- 長岡市立大島小学校

## 交通
越後交通・西長岡バス停より古正寺方面へ徒歩4分。

## 著名な出身者
- 近藤有己（格闘家）
- 山中瑛斗（プロ野球選手）